# Cubismo

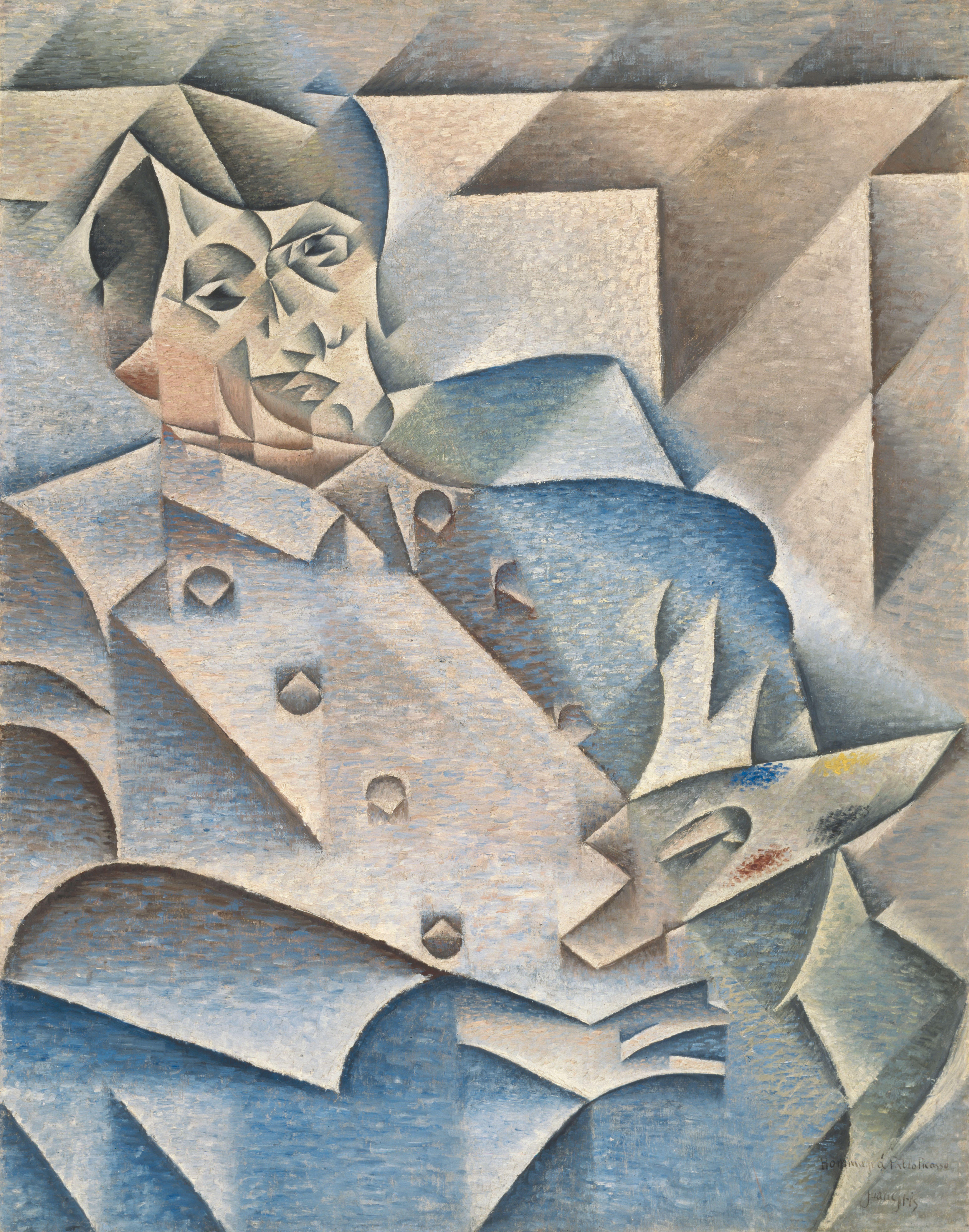
Ritratto di Pablo Picasso, di Juan Gris (1911-1912)

Il termine cubismo indica un movimento artistico d'avanguardia iniziato nel XX secolo in Francia, contraddistinto dalla scomposizione delle figure in forme geometriche, dalla compenetrazione di piani taglienti e da un nuovo modo di rappresentare lo spazio attraverso la presenza simultanea di molteplici punti di vista, determinando così il definitivo distacco dalla prospettiva lineare rinascimentale e dai principi dell'equilibrio e della simmetria. Il cubismo si richiama al moderno pensiero scientifico dell'inizio del Novecento, alla fisica di Einstein, all'idea della quarta dimensione.
La parola "cubismo" fu usata per la prima volta in maniera derisoria da Henri Matisse, come testimonia il poeta Guillaume Apollinaire, nel 1908: Matisse era membro della giuria del Salon d'automne, che aveva rifiutato cinque dei sette quadri inviati da Georges Braque. Fu poi il critico d'arte Louis Vauxcelles a parlare di "pittura  fatta a cubi" per commentare, a novembre del 1908, da una mostra retrospettiva di Cézanne del 1907, all’Estaque, presso Marsiglia, in questa occasione disse: "Braque maltratta le forme, riduce tutto, luoghi, figure, case, a schemi geometrici, a cubi". Questo ultimo termine non dispiacque a Braque e ai pittori della nuova scuola, tanto che da allora le opere di Pablo Picasso, Braque e altri pittori vennero denominate cubiste.
Si può tuttavia individuare in Paul Cézanne un pittore che, nelle sue solitarie sperimentazioni, è stato in grado di prefigurare quelli che saranno lo stile, la visione e le tematiche cubiste.
Oltre a loro ne hanno fatto parte: Robert Delaunay, Marcel Duchamp, suo fratello Raymond Duchamp-Villon, Jacques Villon, Francis Picabia, James Riviere, Gino Severini. Altri importanti autori del periodo furono Albert Gleizes, Jean Metzinger, Marie Laurencin, Louis Marcoussis, Roger de la Fresnaye, František Kupka, Léopold Survage e Félix Tobeen.

## Descrizione

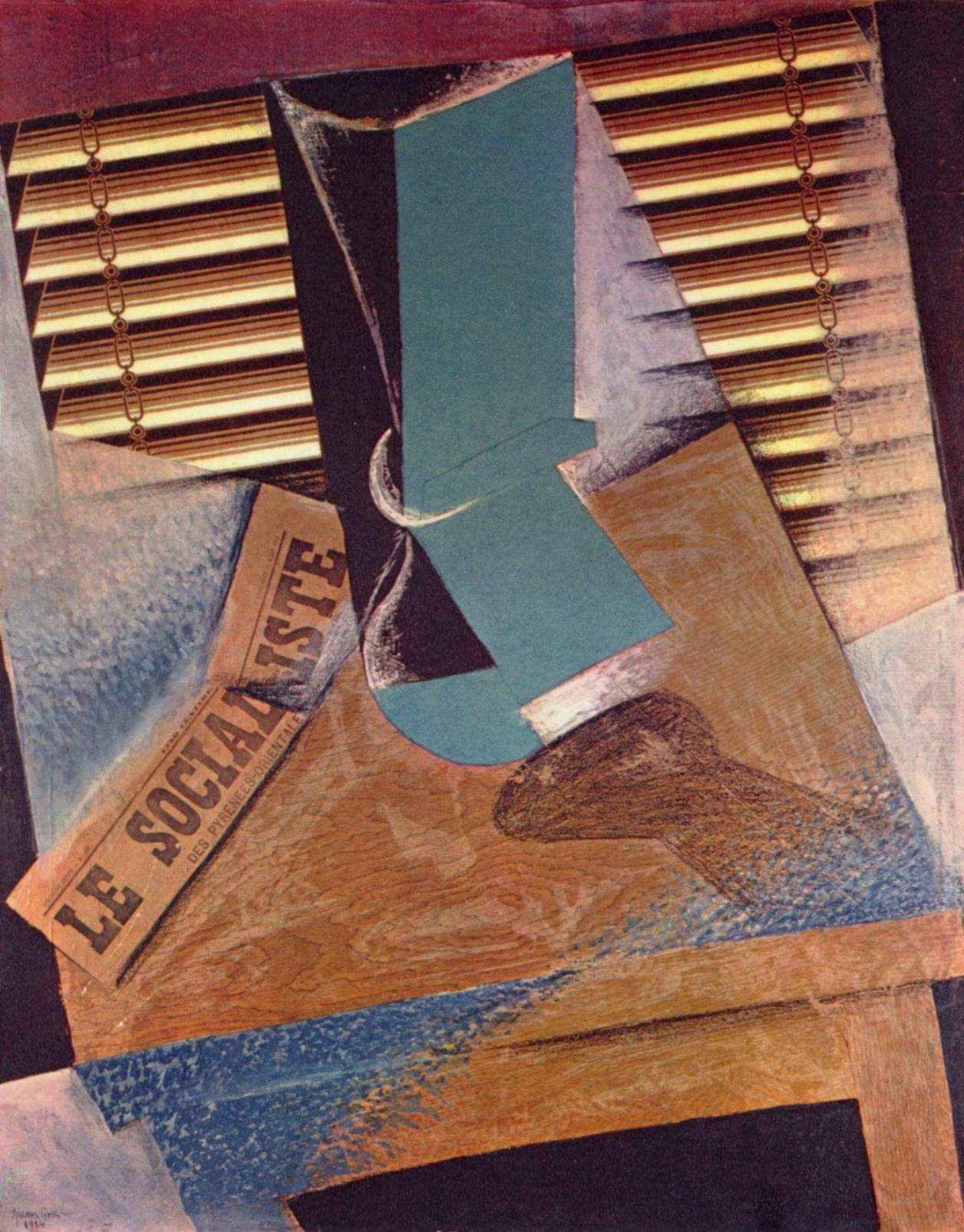
Juan Gris, La tenda del sole (1914), Londra, Tate Gallery.

La storia del cubismo è divisa in tre fasi fondamentali: quella del protocubismo o cubismo formativo (1907-1909), quella del cubismo analitico (1909-1912) e quella del cubismo sintetico (1912-1914). Se con la fase protocubista ci si dedica a composizioni di ampio respiro e dimensione in risalto su uno sfondo convenzionale e non definito, è con il movimento successivo, detto analitico che inizia l'elaborazione di una sfaccettatura fitta, minuziosa, che tende a mostrare l'oggetto nei suoi molteplici aspetti, analizzandolo. Il terzo momento, detto sintetico, ha inizio verso la fine del 1912 e consiste in una più libera e intuitiva ricostruzione di tale oggetto espresso nella sintesi con cui si presenta alla mente dell’artista nell'attimo in cui lo pensa rivivendolo interiormente. 
È in questo terzo momento (1912-1914) che comincia anche l'uso di incollare sulla tela inserti ritagliati da giornali e da stampati o materiali vari (collages) che è, tra le innovazioni introdotte dai cubisti, la più interessante e la tecnica tendente a raggiungere un risultato artistico mediante la disposizione, secondo un ordine voluto, di vari elementi di diversa materia, riuniti con l'unica funzione di costituire un fatto plastico indipendente da qualsiasi intenzione imitativa.
Dal momento che i cubisti ritenevano che ciascun punto di vista corrispondesse ad un successivo momento dell'osservazione, la concezione di uno spazio tridimensionale portò alla rappresentazione di una quarta dimensione, quella del tempo, correlata allo spazio stesso e necessaria affinché la forma dell'oggetto perduri nella nostra coscienza.

### Fasi del cubismo
Nel cubismo si possono individuare tre fasi:
- Protocubismo (1907-1909): semplifica le forme geometricamente e le riduce a puri volumi elementari.
- Cubismo analitico (1909-1912): raffigura il soggetto in superfici frammentate guardandolo da diversi punti di vista, anziché da uno solo, come accadeva nella tradizionale visione prospettica.
- Cubismo sintetico (1912-1914): ricompone le forme scomposte inserendo piani larghi e dipinti con colori più accesi.

### Cubismo analitico
Alcuni storici hanno diviso il cubismo in 3 periodi: uno di questi va dal 1909 al 1912. Durante questa fase gli artisti sperimentano un linguaggio artistico che consente loro di rappresentare in modo totale la realtà, in base ad un intento assolutamente razionale, ponendosi di fronte ad essa con un atteggiamento scientifico e, appunto, analitico.
I cubisti tendono sempre a non rappresentare la dimensione interiore, spirituale, bensì una realtà concreta; ciò si evince anche dalla scelta dei soggetti. Le rappresentazioni tradizionali della realtà sembrano parziali e di contro sviluppano una tecnica pittorica che segna la dissoluzione della prospettiva tradizionale, rinascimentale. Partendo dalla meditazione sull'operato di Paul Cézanne, puntano ad una riorganizzazione dello spazio pittorico, potenziando la sintesi plastica delle forme, sviluppando una lettura della realtà in chiave volumetrica e moltiplicando i punti di vista secondo cui il soggetto rappresentato viene osservato. Oltre a Cézanne, fonte d'ispirazione è il divisionista Seurat, con le sue teorizzazioni su contrasti di tono, tinta e linea. Per raggiungere questo obiettivo il cubista spezza la superficie pittorica in tasselli, piccole superfici che registrano ognuna un punto di vista diverso, così che lo spettatore guardando il quadro possa compiere una sorta di itinerario virtuale a trecentosessanta gradi nello spazio e nel tempo.
Il cubismo reagisce direttamente all'Impressionismo accentuando il valore del volume su quello del colore, che viene eliminato quasi totalmente (al massimo vengono utilizzate le gamme del grigio e del bruno) e gli elementi chiaroscurali sono dati da luce ed ombra. Il colore infatti è visto come componente solo decorativa, come elemento di disturbo per l'artista quanto per lo spettatore, capace di distogliere entrambi dalla necessità di analizzare ed indagare la realtà.

### Cubismo sintetico
Tra il 1912 e il 1914 Picasso e Braque si rendono conto che spezzando troppo la superficie pittorica, i suoi singoli frammenti non sono più ricomponibili virtualmente e l'opera si avvicina sempre più ai caratteri dell'Astrattismo. Affinché la loro pittura non si avvicinasse mai all'astrazione, cioè in un'operazione unicamente mentale, senza più alcun rapporto concreto con la realtà, i due artisti iniziano ad introdurre nelle loro opere anche le lettere dell'alfabeto e i numeri. In questo modo ogni tentativo di fuga verso l'astrazione viene volontariamente bloccato dall'immediata riconoscibilità di questi elementi, riconducibili alla concretezza del quotidiano.
Con la collaborazione di Juan Gris elaborano una serie di tecniche per uscire da questo paradosso in cui sono incappati portando alle estreme conseguenze la loro tecnica di rappresentazione del reale. Introducono nel quadro elementi della realtà, di oggetti reali combinati alle parti dipinte (tecnica del collage), utilizzano mascherine con numeri o lettere (tecnica mista, tipo stencil); inseriscono trompe-l'œil e riproducono l'effetto delle venature del legno con la tecnica del pettine passato sul colore fresco.
Inoltre si assiste al ritorno del colore e soprattutto il processo dell'opera non ha inizio attraverso l'osservazione del reale, ma si creano sulla tela forme geometriche semplici variamente composte, in intersezione, orientate in vario modo e solo in un secondo momento queste suggeriscono oggetti reali. La realtà viene dunque sintetizzata, creata nell'immagine. Gli oggetti sulla tela non sono più copia del reale, esistono nel momento in cui vengono concretizzati nell'immagine pittorica, di essi c'è solo il concetto formale.